# Visions: A Tribute to Burzum
Vision: A Tribute to Burzum (også blot kendt som Visions) er et hyldestalbum til Burzum, udgivet i 2002 gennem Varg Vikernes' eget pladeselskab Cymophane Productions. Albummet, som er et dobbeltalbum, består af 23 black metal-bands' coverversioner af Burzum-numre. Blandt de optrædende er etablerede bands såsom Aborym, Judas Iscariot og Nokturnal Mortum, flere undergrundsbands samt sideprojekter såsom tyske Wolfsburg, som er et sideprojekt for Absurd-vokalisten Wolf.
Flere af sangene står angivet med deres senere tyske titler, og en enkelt af sangene har fået helt ny titel: Ewigkeits coverversion af "Ea, Lord of the Depths" (fra Burzum) har fået titlen "Ea 2000 (Out For The Count)". Derudover indeholder nogle sange stavefejl på omslaget, såsom Nokturnal Mortums coverversion af "My Journey To The Stars" og Wolfsburgs' coverversion af "A Lost Forgotten Sad Spirit", som blot står angivet som henholdsvis "Journey to the Stars" og "Lost Forgotten Sad Spirit".

## Spor

### Disk 1
1. "Det Som Engang Var" (Aborym) – 9:17
2. "Jesus Tod" (Aegishjalmar) – 7:17
3. "Inn I Slottet Fra Droemmen" (Black Queen) – 9:11
4. "Dunkelheit" (Cryogenic) – 5:56
5. "Lost Wisdom" (Earthcorpse) – 5:01
6. "Ea 2000 (Out For The Count)" (Ewigkeit) – 4:41
7. "Wende Im Zeichen Des Mikrokosmos" (Fornost) – 6:14
8. "Der Ruf Aus Dem Turm" (Funeral Procession) – 6:29
9. "War" (Judas Iscariot) – 2:27
10. "Lost Wisdom" (Krigstrommer) – 5:12
11. "Bálferð Baldrs" (Krystal) – 6:18
12. "Key To The Gate" (Luror) – 4:55

### Disk 2
1. "Journey to the Stars" (Nokturnal Mortum) – 7:39
2. "Der Weinende Hadnur" (Orthaugr) – 0:52
3. "Frijos Einsames Trauern" (Pagan Hellfire) – 3:35
4. "Stemmen Fra Tårnet" (Sarnath) – 6:54
5. "En Ring Til Å Herske" (Schizoid) – 8:01
6. "Han Som Reiste" (Starchamber) – 5:05
7. "Black Spell Of Destruction" (Thesyre) – 4:56
8. "Móti Ragnarokum" (Tronus Abyss) – 6:40
9. "Lost Forgotten Sad Spirit" (Wolfsburg) – 5:25
10. "Beholding The Daughters of the Firmament" (Woods of Fallen) – 14:58
11. "Dauði Baldrs" (Herrenvolk) – 6:42

## Fodnoter
1. 1 2 3  Visions: A Tribute to Burzum på Burzums officielle hjemmeside